# Mirrool
Mirrool är en ort i Australien. Den ligger i kommunen Coolamon och delstaten New South Wales, i den sydöstra delen av landet, omkring 380 kilometer väster om delstatshuvudstaden Sydney.
Runt Mirrool är det mycket glesbefolkat, med 2 invånare per kvadratkilometer.. Närmaste större samhälle är Ardlethan, omkring 19 kilometer väster om Mirrool.
Trakten runt Mirrool består till största delen av jordbruksmark. Genomsnittlig årsnederbörd är 514 millimeter. Den regnigaste månaden är februari, med i genomsnitt 88 mm nederbörd, och den torraste är oktober, med 16 mm nederbörd.